# Jörg Jarnut
Jörg Jarnut (født 1. marts 1942, Weimar, død 6. marts 2023) var en tysk historiker og professor i middelalderhistorie på Paderborns universitet.
Hans arbejds- og forskningsfokus var den europæiske tidlige og højmiddelalder og i særdeleshed på langobarderne.